# Mario Kelentrić
Mario Kelentrić (* 31. Januar 1973 in Gradačac, Jugoslawien) ist ein ehemaliger kroatischer Handballspieler. Seine Körpergröße beträgt 1,90 m.

## Karriere
Mario Kelentrić unterschrieb seinen ersten Profivertrag bei RK Agram Medveščak Zagreb. Mit seinem Verein gehörte er zwar stets zur Spitzengruppe der Liga, schaffte es aber nie, am Serienmeister Badel Zagreb vorbeizukommen. Als dieser 1999 bei Kelentrić anfragte, zögerte er nicht lange und wechselte zum Stadtrivalen. Mit Zagreb gewann er 2000 sowie 2001 Meisterschaft und Pokal. Eben 2001 nun schloss sich Kelentrić dem slowenischen Serienmeister RK Celje an; just in der Saison 2001/02 verpasste Celje aber die Meisterschaft. Daraufhin kehrte Kelentrić in seine Heimat zurück, wo er zunächst für ein halbes Jahr bei RK Metković Jambo spielte, ehe ihn sein alter Verein, der sich nun wieder RK Zagreb nannte, wieder unter Vertrag nahm. Dort gewann er 2003 und 2004 erneut Meisterschaft und Pokal. 2004 wechselte in die deutsche Handball-Bundesliga zum TUSEM Essen. Mit seinem neuen Verein gewann er zwar den EHF-Pokal 2005; allerdings musste Essen 2005 in die Regionalliga zwangsabsteigen, sodass Kelentrić zu seinem Heimatverein RK Agram Medveščak Zagreb zurückkehrte. 2006 wechselte er noch einmal zu Saint Marcel Vernon in die zweite französische Liga, wo er seine Karriere ausklingen lassen wollte. 2007 aber ereilte ihn ein Angebot des Bundesligisten MT Melsungen, dass Kelentrić dazu veranlasste, noch einmal den Verein zu wechseln. Kelentrić nimmt am HBL All-Star Game 2009 teil. 2012 gab Kelentrić bekannt, dass er seine Handballkarriere nach der Saison 2011/12 beenden möchte. Trotz seines Vorhabens, unterschrieb der Torwart im August 2012 noch einmal einen Vertrag beim kroatischen Erstligisten RK Zagreb.

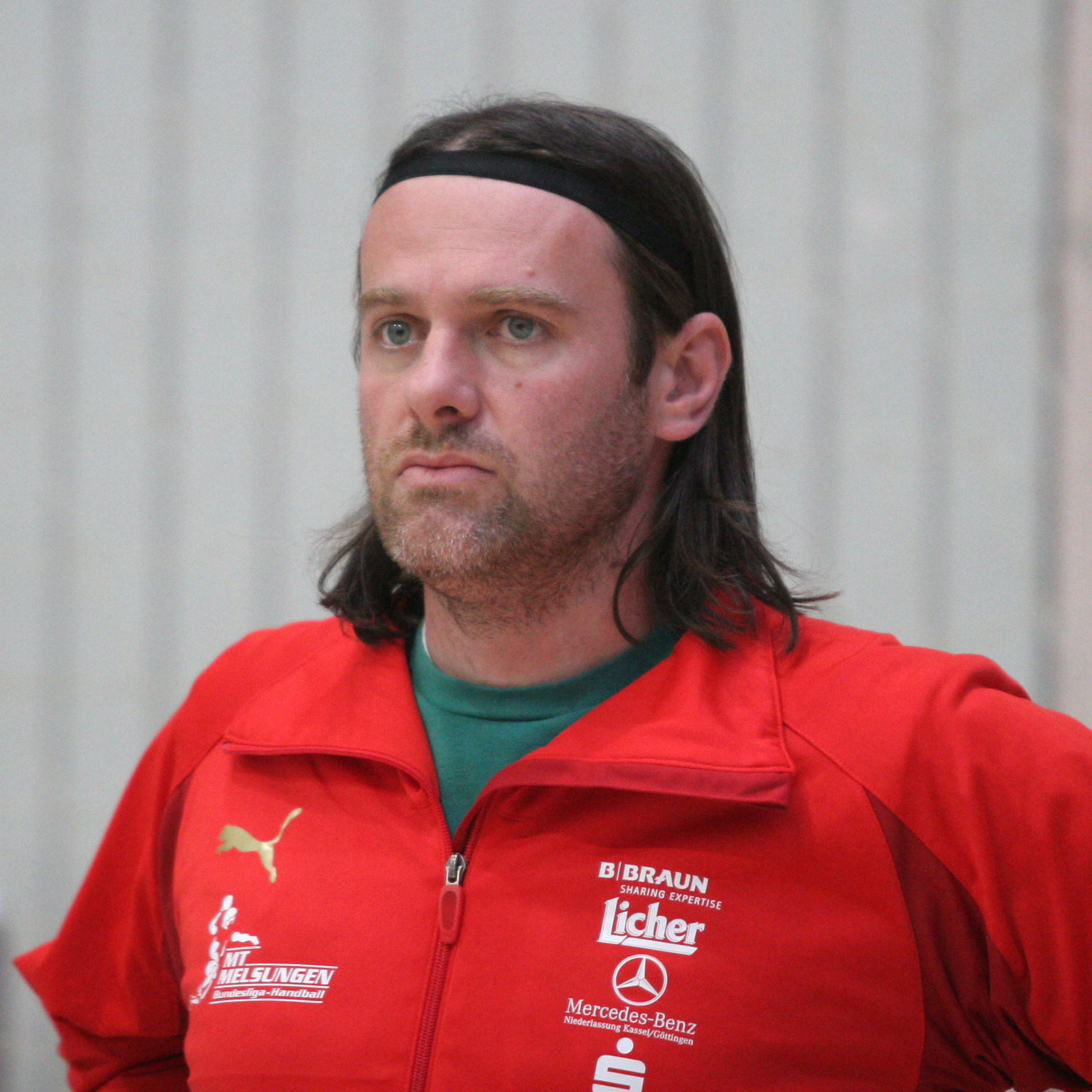
Mario Kelentrić am 23. Mai 2009

Mario Kelentrić hat 86 Länderspiele für die kroatische Männer-Handballnationalmannschaft bestritten. Mit seinem Land gewann er die Mittelmeerspiele 1997 in Bari. Bei der Handball-Weltmeisterschaft der Herren 2003 wurde er mit seinem Land Weltmeister.
Kelentrić war insgesamt acht Jahre bei RK Zagreb als Torwarttrainer tätig. Zusätzlich leitete er drei Jahre das Torwarttraining der kroatischen Nationalmannschaft sowie im Juniorenbereich. Anschließend war er Torwarttrainer beim bosnischen Verein RK Sloga Doboj. Im Sommer 2021 übernahm Kelentrić diese Tätigkeit beim deutschen Verein VfL Gummersbach, die er bis zum Saisonende 2024/25 ausübte. Anschließend wurde er Torwarttrainer beim RK Vardar Skopje.